# Эквадор на летних Олимпийских играх 1992
Эквадор принимал участие в Летних Олимпийских играх 1992 года в Барселоне (Испания) в восьмой раз за свою историю, но не завоевал ни одной медали. Сборную страны представляли 13 участников, из которых 7 женщин.

## Результаты соревнований

### Велоспорт
Трековый велоспорт
Победители определялись по результатам одного соревновательного дня. В гите победителей определяли по лучшему времени, показанному на определённой дистанции.
Мужчины
| Спортсмен  | Соревнование | Результат         | Место |
| Спортсмен  | Соревнование | Время Отставание  | Место |
| ---------- | ------------ | ----------------- | ----- |
| Марио Понс | Гит с места  | 1:06,878 (+3,536) | 17    |

 Шоссейный велоспорт
Мужчины
| Соревнование    | Спортсмен          | Время   | Место | Отставание |
| --------------- | ------------------ | ------- | ----- | ---------- |
| групповая гонка | Хуан Карлос Росеро | 4:35:56 | 43    | +0:35      |

### Дзюдо
Женщины
| Спортсменка | Категория | 1/8 финала          | Четвертьфиналы                                 | Полуфиналы          | За 3 место Финал    |           |
| Спортсменка | Категория | Соперница Результат | Соперница Результат                            | Соперница Результат | Соперница Результат |           |
| ----------- | --------- | ------------------- | ---------------------------------------------- | ------------------- | ------------------- | --------- |
| Мария Канга | До 72 кг  |                     | Катажина Ющак (POL) Пор. Иппон, ути-мата, 0:10 | Не прошла           | Не прошла           | Не прошла |

### Лёгкая атлетика
Мужчины
Беговые дисциплины
| Дисциплина           | Спортсмен  | Предварительный раунд | Предварительный раунд | Предварительный раунд | Финал                | Финал                |
| Дисциплина           | Спортсмен  | Забег                 | Время                 | Место                 | Время                | Место                |
| -------------------- | ---------- | --------------------- | --------------------- | --------------------- | -------------------- | -------------------- |
| бег на 10 000 метров | Эди Пунина | 2                     | 30:19,76              | 23                    | Завершил выступление | Завершил выступление |

Шоссейные дисциплины
| Дисциплина              | Спортсмены       | Время   | Место |
| ----------------------- | ---------------- | ------- | ----- |
| марафон                 | Роландо Вера     | 2:21:30 | 43    |
| ходьба на 20 километров | Джефферсон Перес | DNF     | —     |

Женщины
Беговые дисциплины
| Дисциплина                    | Спортсменка       | Предварительный раунд | Предварительный раунд | Предварительный раунд | Финал                 | Финал                 |
| Дисциплина                    | Спортсменка       | Забег                 | Время                 | Место                 | Время                 | Место                 |
| ----------------------------- | ----------------- | --------------------- | --------------------- | --------------------- | --------------------- | --------------------- |
| бег на 3000 метров            | Ханет Кайсалитин  | 3                     | 9:32,39               | 11                    | Завершила выступление | Завершила выступление |
| бег на 10 000 метров          | Марта Тенорио     | 1                     | 34:29,03              | 17                    | Завершила выступление | Завершила выступление |
| бег на 400 метров с барьерами | Лилиана Чала Диас | 2                     | 58,55                 | 7                     | Завершила выступление | Завершила выступление |

Шоссейные дисциплины
| Дисциплина              | Спортсменка  | Время | Место |
| ----------------------- | ------------ | ----- | ----- |
| ходьба на 10 километров | Мириам Рамон | 51:56 | 36    |

### Настольный теннис
Женщины
| Соревнование     | Спортсменка            | Групповой этап                                                                   | 1/8 финала            | Четвертьфинал         | Полуфинал             | Финал                 | Место |
| Соревнование     | Спортсменка            | Соперницы Результат                                                              | Соперница Результат   | Соперница Результат   | Соперница Результат   | Соперница Результат   | Место |
| ---------------- | ---------------------- | -------------------------------------------------------------------------------- | --------------------- | --------------------- | --------------------- | --------------------- | ----- |
| одиночный разряд | Мария Патрисия Кабрера | HUNЧилла Баторфи П 0:2 INAРосси Пративи Дипоянти П 0:2 GBRЛиза Джейн Ломас П 0:2 | Завершила выступление | Завершила выступление | Завершила выступление | Завершила выступление | 49    |

### Плавание
Женщины
| Дистанция          | Спортсменка      | Предварительные заплывы | Предварительные заплывы | Предварительные заплывы | Финалы                | Финалы                | Финалы                |
| Дистанция          | Спортсменка      | Заплыв                  | Результат               | Место                   | Заплыв                | Результат             | Место                 |
| ------------------ | ---------------- | ----------------------- | ----------------------- | ----------------------- | --------------------- | --------------------- | --------------------- |
| 100 метров брассом | Присцилла Мадеро | 1                       | 1:20,76                 | 40                      | Завершила выступление | Завершила выступление | Завершила выступление |
| 200 метров брассом | Присцилла Мадеро | 1                       | 2:46,79                 | 35                      | Завершила выступление | Завершила выступление | Завершила выступление |

### Стрельба
Мужчины
| Соревнование                       | Спортсмен  | Квалификация | Квалификация | Финал                | Финал                |
| Соревнование                       | Спортсмен  | Результат    | Место        | Результат            | Место                |
| ---------------------------------- | ---------- | ------------ | ------------ | -------------------- | -------------------- |
| пневматическая винтовка, 10 метров | Уго Ромеро | 564          | 42           | Завершил выступление | Завершил выступление |
| винтовка лёжа, 50 метров           | Уго Ромеро | 585          | 49           | Завершил выступление | Завершил выступление |